# 第26回衆議院議員総選挙

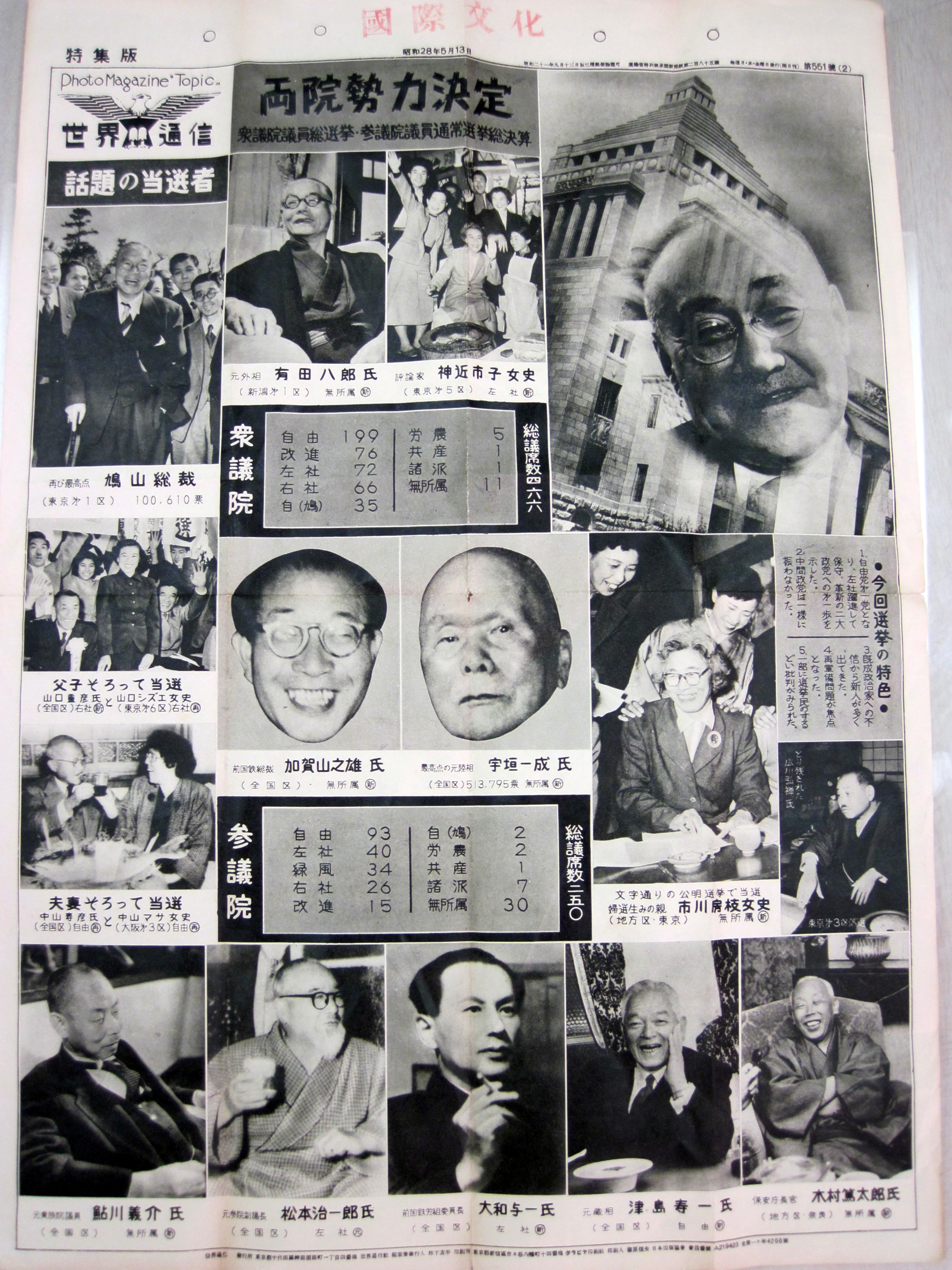
選挙結果を報じる新聞、世界通信

第26回衆議院議員総選挙（だい26かいしゅうぎいんぎいんそうせんきょ）は、1953年（昭和28年）4月19日に日本で行われた国会（衆議院）議員の総選挙である。

## 概要
1953年1月に再開された第15国会において、吉田内閣は、野党の攻勢だけでなく、与党・自由党内部の鳩山一郎派（自由党民主化同盟）の反抗にもさらされた。おりしも2月28日衆議院予算委員会で吉田茂首相は、右派社会党の西村栄一衆議院議員の質問に対して「バカヤロー」と不規則発言。この失言は、野党および鳩山派にとって絶好の好餌となり、右派社会党は吉田首相に対する懲罰動議を提出した。現職首相に対する懲罰動議は前代未聞のことだった。
懲罰動議は3月2日に上程され、自由党から鳩山派27名に加え、広川弘禅農林大臣派30名が欠席し、賛成191票・反対162票で懲罰動議は可決された。しかし政権維持を目論んだ吉田は、日本国憲法第68条に基づき、広川農相を罷免。この吉田の動きに対し、広川派は鳩山派に合流して反抗姿勢を鮮明にした。吉田陣営と反吉田陣営の対立は先鋭化したうえ、どちらが多数派なのかが不明瞭になり、各委員会の審議はストップし、昭和28年度予算案を筆頭に130件あまりの法案が審議停止状態に陥った。
3月13日、野党は内閣不信任決議案を提出。翌3月14日衆議院本会議に上程された。同日、鳩山、三木武吉、河野一郎、石橋湛山ら鳩山派22名は自由党を脱党し、分党派自由党（鳩山自由党）を結成、不信任案に賛成票を投じた。投票結果は賛成229票・反対218票の11票差で、決議案は可決された。
これを受け吉田首相は、政治指南役の松野鶴平の助言を容れて、衆議院を解散した。結果として吉田の上記「バカヤロー」発言を発端とした衆院解散となったことから、この衆議院解散の経緯は「バカヤロー解散」という俗称で知られている。
通例では衆院選と同日に実施される最高裁判所裁判官国民審査は、前回審査からあまりに短期であったことから、審査対象となる裁判官がおらず、実施されなかった。日本国憲法施行後に行われた衆議院議員総選挙のうち、同日に最高裁判所裁判官国民審査が行われなかったのはこの時が初めてであり、2023年4月1日現在でも唯一である。
なお本選挙実施後の1953年12月に奄美群島が本土に復帰したことに伴い奄美群島選挙区（定数1）が新設され、翌年2月に補充選挙が行われたが、いずれの候補者も法定得票に達しなかったため、4月に改めて再選挙を実施した。

## 選挙データ

### 内閣
- 選挙時：第4次吉田内閣（第50代）
  - 内閣総理大臣：吉田茂（自由党総裁）
  - 与党：自由党（吉田自由党）
- 選挙後：第5次吉田内閣（第51代）
  - 内閣総理大臣：吉田茂（自由党総裁）
  - 与党：自由党（吉田自由党）

### 解散日
- 1953年（昭和28年）3月14日

### 解散名
- バカヤロー解散

### 公示日
- 1953年（昭和28年）3月24日

### 投票日
- 1953年（昭和28年）4月19日

### 改選数
- 466

### 選挙制度
- 中選挙区制
  - 3人区：40
  - 4人区：39
  - 5人区：38

投票方法
秘密投票、単記投票、1票制
選挙権
満20歳以上の日本国民
被選挙権
満25歳以上の日本国民
有権者数
47,090,167（男性：22,480,590　女性：24,609,577）

## 選挙活動

### 党派別立候補者数
| 党派                   | 党派                       | 計    | 内訳 | 内訳 | 内訳 | 男性  | 女性 | 公示前 |
| 党派                   | 党派                       | 計    | 前   | 元   | 新   | 男性  | 女性 | 公示前 |
| ---------------------- | -------------------------- | ----- | ---- | ---- | ---- | ----- | ---- | ------ |
|                        | 自由党（吉田自由党）       | 316   | 196  | 85   | 35   | 194   | 2    | 205    |
|                        | 改進党                     | 169   | 87   | 87   | 53   | 166   | 3    | 88     |
|                        | 日本社会党（右派）         | 117   | 58   | 20   | 39   | 110   | 7    | 60     |
|                        | 日本社会党（左派）         | 108   | 56   | 7    | 45   | 105   | 3    | 56     |
|                        | 分党派自由党（鳩山自由党） | 102   | 38   | 42   | 21   | 101   | 1    | 41     |
|                        | 日本共産党                 | 88    | 0    | 13   | 75   | 85    | 3    | 0      |
|                        | 労働者農民党               | 12    | 4    | 1    | 7    | 12    | 0    | 4      |
|                        | 諸派                       | 13    | 1    | 5    | 7    | 13    | 0    | 1      |
|                        | 無所属                     | 107   | 10   | 19   | 78   | 104   | 3    | 11     |
| 合計                   | 合計                       | 1,032 | 450  | 245  | 336  | 1,010 | 22   | 466    |
| 出典：『朝日選挙大観』 |                            |       |      |      |      |       |      |        |

## 選挙結果
与党・自由党は過半数を大きく割り込む202議席（選挙直後に入党した保守系無所属を含む）となった。一方の鳩山自由党も結党時より2議席減の35議席に留まった。また、改進党も89議席から77議席と4分の1近く減らす結果となった。このように保守陣営が振るわなかったのに対し、革新勢力は軒並み好調だった。左派社会党が前回の56から72議席へ、右派社会党も6議席増となった。そして労農党は1議席増、前回0議席だった共産党も1名（51年3月に衆議院議員の除名処分を受けた川上貫一）が当選し、衆議院での議席を回復することができた。

### 党派別獲得議席
| 党派                                                    | 党派                       | 党派                     | 獲得 議席                | 増減                     | 得票数     | 得票率 | 公示前 |
| ------------------------------------------------------- | -------------------------- | ------------------------ | ------------------------ | ------------------------ | ---------- | ------ | ------ |
| 与党                                                    | 与党                       | 与党                     | 199                      | 006                      | 13,495,704 | 39.00% | 205    |
|                                                         |                            | 自由党（吉田自由党）     | 199                      | 006                      | 13,495,704 | 39.00% | 205    |
| 野党・無所属                                            | 野党・無所属               | 野党・無所属             | 267                      | 006                      | 21,106,741 | 61.00% | 261    |
|                                                         |                            | 改進党                   | 76                       | 012                      | 6,186,232  | 17.88% | 88     |
|                                                         | 日本社会党（左派）         | 72                       | 016                      | 4,543,202                | 13.13%     | 56     |        |
|                                                         | 日本社会党（右派）         | 66                       | 006                      | 4,651,345                | 13.44%     | 60     |        |
|                                                         | 分党派自由党（鳩山自由党） | 35                       | 006                      | 3,035,412                | 8.77%      | 41     |        |
|                                                         | 労働者農民党               | 5                        | 001                      | 358,773                  | 1.04%      | 4      |        |
|                                                         | 日本共産党                 | 1                        | 001                      | 655,990                  | 1.90%      | 0      |        |
|                                                         | 諸派                       | 1                        | 増減なし                 | 152,050                  | 0.44%      | 1      |        |
|                                                         | 無所属                     | 11                       | 増減なし                 | 1,523,737                | 4.40%      | 11     |        |
|                                                         | 欠員                       | 欠員                     | 0                        | 増減なし                 | －         | －     | 0      |
| 総計                                                    | 総計                       | 総計                     | 466                      | 増減なし                 | 34,602,445 | 100.0% | 466    |
| 有効票数（有効率）                                      | 有効票数（有効率）         | 有効票数（有効率）       | 有効票数（有効率）       | 有効票数（有効率）       | 34,602,445 | 99.01% |        |
| 無効票・白票数（無効率）                                | 無効票・白票数（無効率）   | 無効票・白票数（無効率） | 無効票・白票数（無効率） | 無効票・白票数（無効率） | 345,563    | 0.99%  |        |
| 投票者数（投票率）                                      | 投票者数（投票率）         | 投票者数（投票率）       | 投票者数（投票率）       | 投票者数（投票率）       | 34,948,008 | 74.22% |        |
| 棄権者数（棄権率）                                      | 棄権者数（棄権率）         | 棄権者数（棄権率）       | 棄権者数（棄権率）       | 棄権者数（棄権率）       | 12,142,159 | 25.78% |        |
| 有権者数                                                | 有権者数                   | 有権者数                 | 有権者数                 | 有権者数                 | 47,090,167 | 100.0% |        |
| 出典：総務省統計局 戦後主要政党の変遷と国会内勢力の推移 |                            |                          |                          |                          |            |        |        |

投票率：74.22％（前回比： 2.21％）
【男性：78.35％（前回比： 2.11％）　女性：70.44％（前回比： 2.32％）】

### 党派別当選者内訳
| 党派                       | 計  | 内訳 | 内訳 | 内訳 | 男性 | 女性 |
| 党派                       | 計  | 前   | 元   | 新   | 男性 | 女性 |
| -------------------------- | --- | ---- | ---- | ---- | ---- | ---- |
| 自由党（吉田自由党）       | 199 | 139  | 48   | 12   | 198  | 1    |
| 改進党                     | 76  | 52   | 18   | 6    | 75   | 1    |
| 日本社会党（左派）         | 72  | 53   | 5    | 14   | 69   | 3    |
| 日本社会党（右派）         | 66  | 49   | 8    | 9    | 62   | 4    |
| 分党派自由党（鳩山自由党） | 35  | 27   | 7    | 1    | 35   | 0    |
| 労働者農民党               | 5   | 3    | 1    | 1    | 5    | 0    |
| 日本共産党                 | 1   | 0    | 1    | 0    | 1    | 0    |
| 諸派                       | 1   | 1    | 0    | 0    | 1    | 0    |
| 無所属                     | 11  | 5    | 2    | 4    | 11   | 0    |
| 合計                       | 466 | 329  | 90   | 47   | 457  | 9    |
| 出典：『朝日選挙大観』     |     |      |      |      |      |      |

## 政党
| 自由党（吉田自由党）：199議席 総裁：吉田茂 幹事長 ：佐藤栄作 総務会長 ：益谷秀次 政務調査会長 ：池田勇人 参議院議員会長：松野鶴平                                            | | |
| 改進党：76議席 総裁：重光葵 幹事長 ：三木武夫 党務委員長 ：深川栄左衛門 政策委員長 ：北村徳太郎 参議院議員会長 ：鬼丸義斉 中央常任委員会議長：松村謙三 最高顧問 ：苫米地義三 | 日本社会党（左派）：72議席 委員長：鈴木茂三郎 書記長 ：野溝勝 政策審議会長 ：和田博雄 国会対策委員長：佐々木更三 参議院議員会長：金子洋文 | 日本社会党（右派）：66議席 委員長：河上丈太郎 書記長 ：浅沼稲次郎 政策審議会長 ：水谷長三郎 国会対策委員長：三宅正一 |
| 分党派自由党（鳩山自由党）：35議席 総裁：鳩山一郎 党務委員長：三木武吉 政策委員長：石橋湛山 選挙委員長：広川弘禅                                                             | 労働者農民党：5議席 主席：黒田寿男 書記長：中原健次                                                                                       | 日本共産党：1議席 書記長：徳田球一 臨時中央指導部議長：椎野悦朗                                                      |

諸派：1議席
- 1議席（1団体）

日本人民党：只野直三郎（宮城1区）

## 議員

### 当選者
自由党   改進党   日本社会党（左派）   日本社会党（右派）   分党派自由党   労働者農民党   日本共産党   諸派   無所属 
| 北海道   | 1区  | 苫米地英俊   | 横路節雄     | 正木清     | 椎熊三郎   | 町村金五   | 2区 | 芳賀貢         | 松浦周太郎 | 武田信之助   | 玉置信一   |            |
| 北海道   | 3区  | 田中元       | 川村善八郎   | 館俊三     |            |            | 4区 | 小平忠         | 岡田春夫   | 篠田弘作     | 山中日露史 | 南条徳男   |
| 北海道   | 5区  | 本名武       | 森三樹二     | 永井勝次郎 | 伊藤郷一   | 松田鉄蔵   |     |                |            |              |            |            |
| 青森県   | 1区  | 夏堀源三郎   | 山崎岩男     | 三浦一雄   | 淡谷悠蔵   |            | 2区 | 楠美省吾       | 木村文男   | 三和精一     |            |            |
| 岩手県   | 1区  | 田子一民     | 鈴木善幸     | 中居英太郎 | 柴田義男   |            | 2区 | 北山愛郎       | 高田弥市   | 志賀健次郎   | 小沢佐重喜 |            |
| 宮城県   | 1区  | 只野直三郎   | 竹谷源太郎   | 庄司一郎   | 本間俊一   | 佐々木更三 | 2区 | 小山倉之助     | 日野吉夫   | 長谷川峻     | 内海安吉   |            |
| 秋田県   | 1区  | 石山権作     | 石田博英     | 細野三千雄 | 須磨弥吉郎 |            | 2区 | 川俣清音       | 根本龍太郎 | 飯塚定輔     | 齋藤憲三   |            |
| 山形県   | 1区  | 西村力弥     | 木村武雄     | 牧野寛索   | 黒金泰美   |            | 2区 | 加藤精三       | 上林与市郎 | 池田正之輔   | 松岡俊三   |            |
| 福島県   | 1区  | 八百板正     | 粟山博       | 加藤宗平   | 佐藤善一郎 |            | 2区 | 山下春江       | 鈴木義男   | 助川良平     | 菅家喜六   | 河原田稼吉 |
| 福島県   | 3区  | 高木松吉     | 松井政吉     | 関内正一   |            |            |     |                |            |              |            |            |
| 茨城県   | 1区  | 葉梨新五郎   | 橋本登美三郎 | 加藤高蔵   | 内田信也   |            | 2区 | 塚原俊郎       | 山崎猛     | 大高康       |            |            |
| 茨城県   | 3区  | 原彪         | 丹羽喬四郎   | 佐藤洋之助 | 赤城宗徳   | 風見章     |     |                |            |              |            |            |
| 栃木県   | 1区  | 尾関義一     | 黒沢幸一     | 船田中     | 高瀬伝     | 戸叶里子   | 2区 | 佐藤親弘       | 山田長司   | 小平久雄     | 山口好一   | 栗田英男   |
| 群馬県   | 1区  | 藤枝泉介     | 金子与重郎   | 五十嵐吉蔵 |            |            | 2区 | 笹本一雄       | 松井豊吉   | 長谷川四郎   |            |            |
| 群馬県   | 3区  | 中曽根康弘   | 小峰柳多     | 武藤運十郎 | 福田赳夫   |            |     |                |            |              |            |            |
| 埼玉県   | 1区  | 福永健司     | 井堀繁雄     | 川島金次   | 松永東     |            | 2区 | 平岡忠次郎     | 松山義雄   | 山口六郎次   |            |            |
| 埼玉県   | 3区  | 杉村沖治郎   | 荒舩清十郎   | 松崎朝治   |            |            | 4区 | 青木正         | 佐瀬昌三   | 山本勝市     |            |            |
| 千葉県   | 1区  | 吉川兼光     | 始関伊平     | 川島正次郎 | 臼井荘一   |            | 2区 | 山村新治郎     | 小川豊明   | 竹尾弌       | 寺島隆太郎 |            |
| 千葉県   | 3区  | 水田三喜男   | 千葉三郎     | 森清       | 小高熹郎   | 中村庸一郎 |     |                |            |              |            |            |
| 神奈川県 | 1区  | 飛鳥田一雄   | 三浦寅之助   | 門司亮     | 中助松     |            | 2区 | 山本正一       | 小泉純也   | 志村茂治     | 土井直作   |            |
| 神奈川県 | 3区  | 片山哲       | 安藤覚       | 河野一郎   | 岡崎勝男   | 小金義照   |     |                |            |              |            |            |
| 山梨県   | 全県 | 古屋貞雄     | 古屋菊男     | 小林信一   | 平野力三   | 鈴木正文   |     |                |            |              |            |            |
| 東京都   | 1区  | 鳩山一郎     | 浅沼稲次郎   | 安藤正純   | 原彪       |            | 2区 | 加藤勘十       | 菊池義郎   | 宇都宮徳馬   |            |            |
| 東京都   | 3区  | 鈴木茂三郎   | 安井大吉     | 三輪寿壮   |            |            | 4区 | 菊川忠雄       | 花村四郎   | 帆足計       |            |            |
| 東京都   | 5区  | 鈴木仙八     | 神近市子     | 河野密     | 中村梅吉   |            | 6区 | 熊本虎三       | 山口シヅエ | 島村一郎     | 島上善五郎 | 天野公義   |
| 東京都   | 7区  | 中村高一     | 並木芳雄     | 山花秀雄   | 福田篤泰   | 津雲国利   |     |                |            |              |            |            |
| 新潟県   | 1区  | 有田八郎     | 桜井奎夫     | 北昤吉     |            |            | 2区 | 稲葉修         | 渡邊良夫   | 井伊誠一     | 佐藤芳男   |            |
| 新潟県   | 3区  | 田中角栄     | 小林進       | 稲村順三   | 亘四郎     | 三宅正一   | 4区 | 田中彰治       | 塚田十一郎 | 猪俣浩三     |            |            |
| 富山県   | 1区  | 佐伯宗義     | 鍛冶良作     | 三鍋義三   |            |            | 2区 | 土倉宗明       | 松村謙三   | 内藤友明     |            |            |
| 石川県   | 1区  | 岡良一       | 辻政信       | 坂田英一   |            |            | 2区 | 喜多壯一郎     | 益谷秀次   | 南好雄       |            |            |
| 福井県   | 全県 | 斎木重一     | 福田一       | 植木庚子郎 | 坪川信三   |            |     |                |            |              |            |            |
| 長野県   | 1区  | 中沢茂一     | 小坂善太郎   | 倉石忠雄   |            |            | 2区 | 松平忠久       | 井出一太郎 | 羽田武嗣郎   |            |            |
| 長野県   | 3区  | 吉川久衛     | 原茂         | 小川平二   | 今村忠助   |            | 4区 | 萩元たけ子     | 降旗徳弥   | 増田甲子七   |            |            |
| 岐阜県   | 1区  | 大野伴睦     | 山本幸一     | 大橋忠一   | 柳原三郎   | 野田卯一   | 2区 | 平野三郎       | 楯兼次郎   | 岡村利右衛門 | 加藤鐐造   |            |
| 静岡県   | 1区  | 下川儀太郎   | 佐藤虎次郎   | 西村直己   | 戸塚九一郎 | 塩原時三郎 | 2区 | 勝間田清一     | 久保田豊   | 石橋湛山     | 遠藤三郎   | 山田弥一   |
| 静岡県   | 3区  | 長谷川保     | 足立篤郎     | 竹山祐太郎 | 中村幸八   |            |     |                |            |              |            |            |
| 愛知県   | 1区  | 赤松勇       | 加藤鐐五郎   | 田嶋好文   | 春日一幸   | 辻寛一     | 2区 | 早稲田柳右衛門 | 加藤清二   | 神戸眞       | 久野忠治   |            |
| 愛知県   | 3区  | 佐藤観次郎   | 河野金昇     | 鈴木幹雄   |            |            | 4区 | 小笠原三九郎   | 伊藤好道   | 小林錡       | 中野四郎   |            |
| 愛知県   | 5区  | 八木一郎     | 穂積七郎     | 福井勇     |            |            |     |                |            |              |            |            |
| 三重県   | 1区  | 木村俊夫     | 川崎秀二     | 田中久雄   | 山手満男   | 中井徳次郎 | 2区 | 中村清         | 橋本清吉   | 浜地文平     | 田中幾三郎 |            |
| 滋賀県   | 全県 | 堤ツルヨ     | 矢尾喜三郎   | 今井耕     | 森幸太郎   | 堤康次郎   |     |                |            |              |            |            |
| 京都府   | 1区  | 水谷長三郎   | 田中伊三次   | 中川源一郎 | 加賀田進   | 中村三之丞 | 2区 | 田中好         | 芦田均     | 前尾繁三郎   | 柳田秀一   | 大石ヨシエ |
| 大阪府   | 1区  | 有田二郎     | 岡野清豪     | 野原覚     | 大矢省三   |            | 2区 | 中山マサ       | 西尾末広   | 押谷富三     | 川上貫一   |            |
| 大阪府   | 3区  | 浅香忠雄     | 井上良二     | 松原喜之次 | 原田憲     |            | 4区 | 杉山元治郎     | 田中萬逸   | 久保田鶴松   | 松永仏骨   |            |
| 大阪府   | 5区  | 西村栄一     | 小西寅松     | 松田竹千代 |            |            |     |                |            |              |            |            |
| 兵庫県   | 1区  | 河上丈太郎   | 中井一夫     | 首藤新八   |            |            | 2区 | 山口丈太郎     | 永田亮一   | 山下栄二     | 原健三郎   | 富田健治   |
| 兵庫県   | 3区  | 吉田賢一     | 岡田五郎     | 小林絹治   |            |            | 4区 | 堀川恭平       | 大上司     | 大西正道     | 河本敏夫   |            |
| 兵庫県   | 5区  | 佐々木盛雄   | 有田喜一     | 小島徹三   |            |            |     |                |            |              |            |            |
| 奈良県   | 全県 | 八木一男     | 仲川房次郎   | 前田正男   | 伊瀬幸太郎 | 秋山利恭   |     |                |            |              |            |            |
| 和歌山県 | 1区  | 山口喜久一郎 | 田中織之進   | 坊秀男     |            |            | 2区 | 世耕弘一       | 田淵光一   | 辻原弘市     |            |            |
| 鳥取県   | 全県 | 足鹿覚       | 赤沢正道     | 徳安実蔵   | 古井喜実   |            |     |                |            |              |            |            |
| 島根県   | 全県 | 高橋円三郎   | 櫻内義雄     | 中村英男   | 大橋武夫   | 中崎敏     |     |                |            |              |            |            |
| 岡山県   | 1区  | 小枝一雄     | 和田博雄     | 黒田寿男   | 逢沢寛     | 大村清一   | 2区 | 中原健次       | 山崎始男   | 橋本龍伍     | 犬養健     | 星島二郎   |
| 広島県   | 1区  | 岸田正記     | 佐竹新市     | 灘尾弘吉   |            |            | 2区 | 池田勇人       | 中川俊思   | 宮原幸三郎   | 前田栄之助 |            |
| 広島県   | 3区  | 高津正道     | 高橋等       | 船越弘     | 岡本忠雄   | 高橋禎一   |     |                |            |              |            |            |
| 山口県   | 1区  | 田中龍夫     | 細迫兼光     | 吉武恵市   | 今澄勇     |            | 2区 | 佐藤栄作       | 受田新吉   | 岸信介       | 青柳一郎   | 石村英雄   |
| 徳島県   | 全県 | 三木武夫     | 阿部五郎     | 小笠公韶   | 岡田勢一   | 生田宏一   |     |                |            |              |            |            |
| 香川県   | 1区  | 三木武吉     | 成田知巳     | 大西禎夫   |            |            | 2区 | 加藤常太郎     | 福田繁芳   | 大平正芳     |            |            |
| 愛媛県   | 1区  | 中村時雄     | 関谷勝利     | 武知勇記   |            |            | 2区 | 安平鹿一       | 越智茂     | 村瀬宣親     |            |            |
| 愛媛県   | 3区  | 井谷正吉     | 山本友一     | 高橋英吉   |            |            |     |                |            |              |            |            |
| 高知県   | 全県 | 吉田茂       | 林譲治       | 佐竹晴記   | 長野長広   | 浜田幸雄   |     |                |            |              |            |            |
| 福岡県   | 1区  | 緒方竹虎     | 中島茂喜     | 福田昌子   | 熊谷憲一   | 長正路     | 2区 | 麻生太賀吉     | 青野武一   | 多賀谷真稔   | 岡部得三   | 伊藤卯四郎 |
| 福岡県   | 3区  | 稲富稜人     | 荒木万寿夫   | 石井光次郎 | 田中稔男   | 山崎巌     | 4区 | 林信雄         | 池田禎治   | 平井義一     | 滝井義高   |            |
| 佐賀県   | 全県 | 井手以誠     | 保利茂       | 三池信     | 館林三喜男 | 江藤夏雄   |     |                |            |              |            |            |
| 長崎県   | 1区  | 木原津與志   | 本多市郎     | 馬場元治   | 田口長治郎 | 中嶋太郎   | 2区 | 西村久之       | 辻文雄     | 綱島正興     | 白浜仁吉   |            |
| 熊本県   | 1区  | 松野頼三     | 藤田義光     | 大麻唯男   | 大久保武雄 | 松前重義   | 2区 | 吉田安         | 園田直     | 吉田重延     | 上塚司     | 坂田道太   |
| 大分県   | 1区  | 金光庸夫     | 広瀬正雄     | 村上勇     | 木下郁     |            | 2区 | 重光葵         | 福田喜東   | 西村英一     |            |            |
| 宮崎県   | 1区  | 甲斐政治     | 片島港       | 相川勝六   |            |            | 2区 | 伊東岩男       | 持永義夫   | 瀬戸山三男   |            |            |
| 鹿児島県 | 1区  | 赤路友蔵     | 池田清       | 迫水久常   | 床次徳二   |            | 2区 | 冨吉榮二       | 池田清志   | 尾崎末吉     |            |            |
| 鹿児島県 | 3区  | 永田良吉     | 山中貞則     | 岩川与助   |            |            |     |                |            |              |            |            |

#### 奄美群島国政参加選挙当選者
奄美群島復帰に伴う衆議院議員選挙
1954年（昭和29年）2月15日執行
| 鹿児島県 | 奄美 | （欠員） |

#### 再選挙
| 年                   | 月日 | 選挙区 | 新旧別 | 当選者   | 所属党派 | 欠員 | 所属党派 | 欠員事由         |
| -------------------- | ---- | ------ | ------ | -------- | -------- | ---- | -------- | ---------------- |
| 1954                 | 4.30 | 奄美   | 新     | 保岡武久 | 自由党   | -    | -        | 法定得票に達せず |
| 出典：戦後の補欠選挙 |      |        |        |          |          |      |          |                  |

#### 補欠当選等
いずれも要件に満たなかったため、補欠選挙は実施されなかった。
| 年                   | 月日 | 選挙区     | 新旧別     | 当選者     | 所属党派   | 欠員       | 所属党派           | 欠員事由       |
| -------------------- | ---- | ---------- | ---------- | ---------- | ---------- | ---------- | ------------------ | -------------- |
| 1953                 | -    | 神奈川1区  | （未実施） | （未実施） | （未実施） | 中助松     | 分党派自由党       | 1953.7.31死去  |
| 1953                 | -    | 北海道3区  | （未実施） | （未実施） | （未実施） | 田中元     | 自由党             | 1953.8.28死去  |
| 1954                 | -    | 茨城3区    | （未実施） | （未実施） | （未実施） | 原彪       | 改進党             | 1954.1.23死去  |
| 1954                 | -    | 東京6区    | （未実施） | （未実施） | （未実施） | 熊本虎三   | 日本社会党（右派） | 1954.2.1死去   |
| 1954                 | -    | 鹿児島2区  | （未実施） | （未実施） | （未実施） | 冨吉榮二   | 日本社会党（右派） | 1954.9.26死去  |
| 1954                 | -    | 東京4区    | （未実施） | （未実施） | （未実施） | 菊川忠雄   | 日本社会党（右派） | 1954.9.26死去  |
| 1954                 | -    | 群馬1区    | （未実施） | （未実施） | （未実施） | 金子与重郎 | 改進党             | 1954.10.9死去  |
| 1954                 | -    | 滋賀全県区 | （未実施） | （未実施） | （未実施） | 森幸太郎   | 自由党             | 1954.11.11死去 |
| 1954                 | -    | 長野3区    | （未実施） | （未実施） | （未実施） | 今村忠助   | 自由党             | 1954.12.16死去 |
| 1954                 | -    | 神奈川2区  | （未実施） | （未実施） | （未実施） | 山本正一   | 日本民主党         | 1954.12.17辞職 |
| 1955                 | -    | 福島2区    | （未実施） | （未実施） | （未実施） | 河原田稼吉 | 自由党             | 1955.1.22死去  |
| 出典：戦後の補欠選挙 |      |            |            |            |            |            |                    |                |

### 初当選
計47名
○：貴族院議員経験者
●：参議院議員経験者
自由党
12名
- 長谷川峻　（宮城2区）
- 助川良平　（福島2区）
- 安井大吉　（東京3区）
- 野田卯一　（岐阜1区）●
- 塩原時三郎（静岡1区）

- 中川源一郎（京都1区）
- 岡本忠雄　（広島3区）
- 小笠公韶　（徳島全県区）
- 生田宏一　（徳島全県区）
- 山本友一　（愛媛3区）

- 吉田重延　（熊本2区）
- 山中貞則　（鹿児島3区）

改進党
6名
- 須磨弥吉郎（秋田1区）
- 大高康　　（茨城2区）
- 古屋菊男　（山梨全県区）
- 橋本清吉　（三重2区）
- 中嶋太郎　（長崎1区）
- 池田清志　（鹿児島2区）

日本社会党（左派）
14名
- 淡谷悠蔵　（青森1区）
- 柴田義男　（岩手1区）
- 北山愛郎　（岩手2区）
- 石山権作　（秋田1区）
- 黒沢幸一　（栃木1区）

- 飛鳥田一雄（神奈川1区）
- 神近市子　（東京5区）
- 桜井奎夫　（新潟1区）
- 三鍋義三　（富山1区）
- 斎木重一　（福井全県区）

- 萩元たけ子（長野4区）
- 野原覚　　（大阪1区）
- 石村英雄　（山口2区）
- 滝井義高　（福岡4区）

日本社会党（右派）
9名
- 中居英太郎（岩手1区）
- 井堀繁雄　（埼玉1区）
- 杉村沖治郎（埼玉3区）
- 松平忠久　（長野2区）
- 中井徳次郎（三重1区）
- 田中幾三郎（三重2区）
- 大西正道　（兵庫4区）
- 中村時雄　（愛媛1区）
- 長正路　　（福岡1区）

分党派自由党
1名
- 始関伊平　（千葉1区）

労働者農民党
1名
- 久保田豊　（静岡2区）

無所属
4名
- 笹本一雄　（群馬2区）
- 有田八郎　（新潟1区）○
- 田中龍夫　（山口1区）○
- 大久保武雄（熊本1区）

### 返り咲き・復帰
計90名
自由党
48名
- 苫米地英俊（北海道1区）
- 武田信之助（北海道2区）
- 田中元　　（北海道3区）
- 夏堀源三郎（青森1区）
- 高田弥市　（岩手2区）
- 庄司一郎　（宮城1区）
- 牧野寛索　（山形1区）
- 関内正一　（福島3区）
- 葉梨新五郎（茨城1区）
- 尾関義一　（栃木1区）

- 佐藤親弘　（栃木2区）
- 藤枝泉介　（群馬1区）
- 松井豊吉　（群馬2区）
- 小峰柳多　（群馬3区）
- 山口六郎次（埼玉2区）
- 松崎朝治　（埼玉3区）
- 佐瀬昌三　（埼玉4区）
- 三浦寅之助（神奈川1区）
- 鈴木正文　（山梨全県区）
- 菊池義郎　（東京2区）

- 天野公義　（東京6区）
- 福田篤泰　（東京7区）
- 津雲国利　（東京7区）
- 鍛冶良作　（富山1区）
- 土倉宗明　（富山2区）
- 降旗徳弥　（長野4区）
- 足立篤郎　（静岡3区）
- 八木一郎　（愛知5区）
- 木村俊夫　（三重1区）
- 中村清　　（三重2区）

- 田中好　　（京都2区）
- 原田憲　　（大阪3区）
- 松永仏骨　（大阪4区）
- 堀川恭平　（兵庫4区）
- 佐々木盛雄（兵庫5区）
- 田淵光一　（和歌山2区）
- 高橋円三郎（島根全県区）
- 小枝一雄　（岡山1区）
- 岸田正記　（広島1区）
- 宮原幸三郎（広島2区）

- 高橋等　　（広島3区）
- 船越弘　　（広島3区）
- 岸信介　　（山口2区）
- 林信雄　　（福岡4区）
- 西村久之　（長崎2区）
- 金光庸夫　（大分1区）
- 福田喜東　（大分2区）
- 瀬戸山三男（宮崎2区）

改進党
18名
- 本名武　　（北海道5区）
- 楠美省吾　（青森2区）
- 小山倉之助（宮城2区）
- 齋藤憲三　（秋田2区）
- 原彪　　　（茨城3区）

- 稲葉修　　（新潟2区）
- 喜多壯一郎（石川2区）
- 吉川久衛　（長野3区）
- 神戸眞　（愛知2区）
- 鈴木幹雄　（愛知3区）

- 今井耕　　（滋賀全県区）
- 中村三之丞（京都1区）
- 赤沢正道　（鳥取全県区）
- 福田繁芳　（香川2区）
- 村瀬宣親　（愛媛2区）

- 岡部得三　（福岡2区）
- 藤田義光　（熊本1区）
- 吉田安　　（熊本2区）

日本社会党（左派）
5名
- 穂積七郎　（愛知5区）
- 高津正道　（広島3区）
- 細迫兼光　（山口1区）
- 井谷正吉　（愛媛3区）
- 片島港　　（宮崎1区）

日本社会党（右派）
8名
- 小平忠　　（北海道4区）
- 小林進　　（新潟3区）
- 岡良一　　（石川1区）
- 加藤鐐造　（岐阜2区）
- 伊瀬幸太郎（奈良全県区）
- 佐竹新市　（広島1区）
- 佐竹晴記　（高知全県区）
- 稲富稜人　（福岡3区）

分党派自由党
7名
- 山口好一　（栃木2区）
- 山本勝市　（埼玉4区）
- 小高熹郎　（千葉3区）
- 安藤覚　　（神奈川3区）
- 鈴木仙八　（東京5区）
- 世耕弘一　（和歌山2区）
- 中川俊思　（広島2区）

労働者農民党
1名
- 中原健次　（岡山2区）

日本共産党
1名
- 川上貫一　（大阪2区）

無所属
2名
- 小林信一　（山梨全県区）
- 岡村利右衛門（岐阜2区）

### 引退・不出馬
計16名
自由党
12名
- 阿部千一　（岩手2区）
- 白石正明　（福島2区）
- 鈴木直人　（福島3区）
- 青木孝義　（愛知5区）
- 佐治誠吉　（滋賀全県区）

- 高木吉之助（京都1区）
- 大倉三郎　（大阪4区）
- 砂原格　　（広島1区）
- 永野護　　（広島2区）
- 西川貞一　（山口1区）

- 生田和平　（徳島全県区）
- 東郷実　　（鹿児島3区）

改進党
1名
- 生悦住貞太郎（三重2区）

日本社会党（右派）
2名
- 石川金次郎 [注釈 2]（岩手1区）
- 岡部周治　（群馬2区）

無所属
1名
- 河合良成　（富山2区）

### 落選
計121名
なお、この選挙では、第1回衆議院議員総選挙以来、連続25期63年にわたって衆議院の議席を守り続けてきた尾崎行雄（無所属）が落選した。このため、選挙後に衆議院は尾崎を「衆議院名誉議員」とする決議を行った。
自由党
57名
- 薄田美朝　（北海道1区）
- 野原正勝　（岩手1区）
- 浅利三朗　（岩手2区）
- 大石武一　（宮城2区）
- 村松久義　（宮城2区）
- 平沢長吉　（秋田1区）
- 野沢清人　（栃木1区）
- 森下國雄　（栃木2区）
- 松村光三　（栃木2区）
- 福井盛太　（群馬2区）
- 木暮武太夫（群馬3区）
- 大泉寛三　（埼玉1区）

- 横川重次　（埼玉2区）
- 阿左美広治（埼玉3区）
- 貫井清憲　（埼玉3区）
- 新井尭爾　（埼玉4区）
- 伊能繁次郎（千葉1区）
- 福井順一　（千葉3区）
- 岩本信行　（神奈川3区）
- 内田常雄　（山梨全県区）
- 吉江勝保　（山梨全県区）
- 前田米蔵　（東京5区）
- 新井京太　（東京6区）
- 大久保留次郎（東京7区）

- 大島秀一　（新潟1区）
- 大野市郎　（新潟3区）
- 内藤隆　　（富山1区）
- 松岡松平　（富山1区）
- 奥村又十郎（福井全県区）
- 勝俣稔　　（長野2区）
- 木村公平　（岐阜1区）
- 牧野良三　（岐阜2区）
- 高見三郎　（静岡1区）
- 宮幡靖　　（静岡2区）
- 太田正孝　（静岡3区）
- 中峠国夫　（愛知2区）

- 松本一郎　（三重1区）
- 水谷昇　　（三重1区）
- 甲斐中文治郎（兵庫5区）
- 岡本茂　　（奈良全県区）
- 中田政美　（鳥取全県区）
- 日高忠男　（島根全県区）
- 岡田忠彦　（岡山1区）
- 近藤鶴代　（岡山2区）
- 谷川昇　　（広島2区）
- 永山忠則　（広島3区）
- 宇田恒　　（広島3区）
- 周東英雄　（山口1区）

- 西村茂生　（山口2区）
- 砂田重政　（愛媛2区）
- 今松治郎　（愛媛3区）
- 明礼輝三郎（愛媛3区）
- 雪沢千代治（長崎1区）
- 福永一臣　（熊本2区）
- 川野芳満　（宮崎1区）
- 小山長規　（宮崎2区）
- 中馬辰猪　（鹿児島2区）

改進党
35名
- 高倉定助　（北海道5区）
- 森田重次郎（青森1区）
- 笹森順造　（青森2区）
- 松野孝一　（秋田1区）
- 笹山茂太郎（秋田2区）
- 中山栄一　（茨城1区）
- 山本粂吉　（茨城3区）
- 森山欽司　（栃木1区）
- 高橋長治　（神奈川1区）
- 石田一松　（東京5区）

- 吉川大介　（新潟1区）
- 高岡大輔　（新潟2区）
- 武部英治　（石川1区）
- 大森玉木　（石川2区）
- 宮沢胤勇　（長野3区）
- 安東義良　（岐阜2区）
- 鈴木正吾　（愛知5区）
- 長井源　　（三重2区）
- 小川半次　（京都1区）
- 菅野和太郎（大阪1区）

- 大川光三　（大阪3区）
- 清瀬一郎　（兵庫4区）
- 小畑虎之助（兵庫4区）
- 早川崇　　（和歌山2区）
- 楠山義太郎（和歌山2区）
- 松本瀧藏　（広島1区）
- 平川篤雄　（広島3区）
- 秋田大助　（徳島全県区）
- 菅太郎　　（愛媛1区）
- 宇田耕一　（高知全県区）

- 中村寅太　（福岡1区）
- 楢橋渡　　（福岡3区）
- 北村徳太郎（長崎2区）
- 石坂繁　　（熊本1区）
- 後藤義隆　（大分1区）

日本社会党（左派）
3名
- 渡辺惣蔵　（北海道4区）
- 坂本泰良　（熊本1区）
- 小松幹　　（大分2区）

日本社会党（右派）
9名
- 菊地養之輔（宮城1区）
- 石井繁丸　（群馬1区）
- 松尾トシ子（神奈川1区）
- 松岡駒吉　（東京2区）
- 吉田正　　（長野4区）
- 前田種男　（大阪2区）
- 田万広文　（香川2区）
- 松本七郎　（福岡2区）
- 田原春次　（福岡4区）

分党派自由党
11名
- 佐々木秀世（北海道2区）
- 平塚常次郎（北海道3区）
- 小笠原八十美（青森1区）
- 松浦東介　（山形1区）
- 古島義英　（埼玉4区）

- 広川弘禅　（東京3区）
- 栗山長次郎（東京7区）
- 植原悦二郎（長野4区）
- 江崎真澄　（愛知3区）
- 中野武雄　（京都2区）

- 重政誠之　（広島3区）

労働者農民党
1名
- 石野久男　（茨城2区）

無所属
5名
- 荻野豊平　（山梨全県区）
- 尾崎行雄　（三重2区）
- 久原房之助（山口2区）
- 木下重範　（福岡4区）
- 川村継義　（熊本2区）

### 記録的当選・落選者
- 最年少当選者　　：辻原弘市（左社・和歌山2区） 30歳2ヶ月
- 最高齢当選者　　：安藤正純（自由・東京1区） 76歳6ヶ月
- 最多得票当選者　：鳩山一郎（分自・東京1区） 100,610票
- 最少得票当選者　：岩川与助（自由・鹿児島3区） 26,057票
- 最多得票落選者　：平島良一（自由・大阪5区） 57,833票
- 最多当選　　　　：星島二郎（自由・岡山2区）13回（連続）、鳩山一郎（分自・東京1区）13回

## 選挙後

### 国会
第16回国会（特別会）
会期：1953年5月18日 - 8月10日
- 衆議院議長選挙（1955年3月18日　投票者数：462 過半数：232）

堤康次郎　（改進党）　：244票
益谷秀次　（自由党）　：206票
風見章　　（無所属）　：002票
無効　　　　　　　　　：002票
- 衆議院副議長選挙（1955年3月18日）

第1回投票（投票者数：462　過半数：232）
山口喜久一郎（自由党）　：204票
原彪　　　（社会党左派）　：179票
早稲田柳右衛門（改進党）　：077票
無効　　　　　　　　　　　：002票
決選投票（投票者数：463　過半数：232）
原彪　　　（社会党左派）　：226票
山口喜久一郎（自由党）　：210票
無効　　　　　　　　　     ：017票
- 内閣総理大臣指名選挙（1953年5月19日）

衆議院議決（投票者数：457　過半数：229）
吉田茂　　（自由党）　：203票
重光葵　（改進党）　：104票
鈴木茂三郎（社会党左派）　：079票
河上丈太郎（社会党右派）　：063票
有田八郎　（無所属）　：001票
無効　　　　　　　　　　：007票
衆議院決選投票（投票者数：397　過半数：198）
吉田茂　　（自由党）　：204票
重光葵　　（改進党）　：115票
無効　　　　　　　　　　：078票
第20回国会（臨時会）
会期：1954年11月30日 - 12月9日
- 内閣総理大臣指名選挙（1954年12月9日）

衆議院議決（投票者数：448　過半数：225）
鳩山一郎　（日本民主党）　：257票
緒方竹虎　（自由党）　：191票
無効　　　　　　　　　　：004票
第21回国会（常会）
会期：1954年12月10日 - 1955年1月24日
- 衆議院議長選挙（1954年12月11日　投票者数：411 過半数：206）

松永東　　（日本民主党）　：229票
益谷秀次　（自由党）　：173票
無効　　　　　　　　　：009票
- 衆議院副議長選挙（1954年12月15日　投票者数：341 過半数：221）

高津正道　（社会党左派）　：207票
本多市郎　（自由党）　：134票